# Noureddine Meziane
 (janvier 2018).
Si vous disposez d'ouvrages ou d'articles de référence ou si vous connaissez des sites web de qualité traitant du thème abordé ici, merci de compléter l'article en donnant les références utiles à sa vérifiabilité et en les liant à la section « Notes et références ».
Noureddine Meziane né en 1918 et mort en août 1999, dit Cheikh Noureddine, est un chanteur, poète, acteur et écrivain algérien.

## Biographie
Né en 1918 au village d'Aguemoun dans la commune de Larbaa Nath Irathen (ex-Fort-National) en Grande Kabylie, il est le fils de Si Mohand Tahar Ouguemoun, instituteur du village (école de Sidi Abderrahman).
Cheikh Noureddine fréquente l'école coranique jusqu'à l'âge de 16 ans. En 1935 il débarque chez son frère Mohamed Noureddine à Alger, où il est embauché comme serveur dans différents établissements.
En 1936, alors qu'il chante en faisant la vaisselle dans une gargote, Meziane est remarqué par le directeur de Pathé Marconi qui réside non loin de là et lui propose d'enregistrer ses chansons. Il chante pour la première fois Anfy'ad rur et A xali xali.
Deux ans plus tard, il enregistre son premier disque, composé de 12 chansons: Allo triciti, Anfiy'ad rur, A xali xali, Yelis t murth, etc. Quelques mois plus tard, il contribue à la fondation d'une chaîne kabyle, la Chaîne 2, par ses émissions, ses sketches et ses chansons. Il a aussi collaboré avec Slimane Azem, notamment pour "Themzi Irohen", et "Ayadhou Goual" de Slimane Azem, dans son album "Double Best", qui est posthume, car sorti en 2011, 30 ans après la mort de Slimane Azem.
En 1960, il publie aux éditions du Seuil Un Algérien raconte et, en 1998, l'écrivain Youssef Nacib lui consacre une biographie, Cheikh Noureddine, comédien, poète, chanteur (Éditions El-Ouns).
Cheikh Noureddine décède en août 1999.

## Album
- Anfy'ad rur
- A xali xali
- Allo triciti
- Yelis t murth

## Livre
- 1960: Un Algérien raconte

## Filmographie
- 1969 : Les Hors-la-loi de Tewfik Farès : l'Ami
- 1970 : Élise ou la Vraie Vie de Michel Drach
- 1971 : Patrouille à l'est d'Amar Laskri
- 1971 : Alger insolite de Mohamed Zinet
- 1975 : Chronique des années de braise de Mohammed Lakhdar-Hamina : l'Ami
- 1976 : El Chebka de Ghaouti Bendedouche
- 1982 : Chant d'Automne de Meziane Yala
- 1983 : La dernière image